# José María González Pérez
José María González Pérez (Cerezo de Río Tirón, Província de Burgos, 13 de novembre de 1942) va ser un ciclista espanyol, que es va especialitzar en el ciclocròs. Va guanyar el Campionat d'Espanya el 1970, i es va classificar tres cops entre els deu primers al Campionat del món.

## Palmarès en ciclocròs
- 1970
  -  Campió d'Espanya de ciclocròs
  - 10è al Campionat del món de ciclocròs amateur
- 1972
  - 10è al Campionat del món de ciclocròs
- 1974
  - 8è al Campionat del món de ciclocròs